# Nicolas Prodhomme
Nicolas Prodhomme   (L'Aigle, 1 de febrer de 1997) és un ciclista francès de carretera, professional des del 2021 i que actualment corre per a l'equip Decathlon-AG2R La Mondiale.
A l'abril de 2025 aconsegueix la seva primera victòria com a professional i aquest mateix any continuaria celebrant més victòries d'on en destaca l'etapa reina del Giro d'Itàlia.

## Palmarès en ruta
- 2025
  - Vencedor d'una etapa al Tour dels Alps
  - Vencedor d'una etapa al Giro d'Itàlia
  - 1r a la Ruta d'Occitània i vencedor d'una etapa
  - Vencedor d'una etapa al Tour de l'Ain
  - 1r a la Polynormande

### Resultats al Giro d'Itàlia
- 2022. 65è de la classificació general
- 2023. 23è de la classificació general
- 2025. 15è de la classificació general i vencedor de la 19a etapa

### Resultats al Tour de França
- 2024. 48è de la classificació general

### Resultats a la Volta a Espanya
- 2021. 52è de la classificació general
- 2022. 73è de la classificació general
- 2023. 27è de la classificació general